# 清洲橋通り

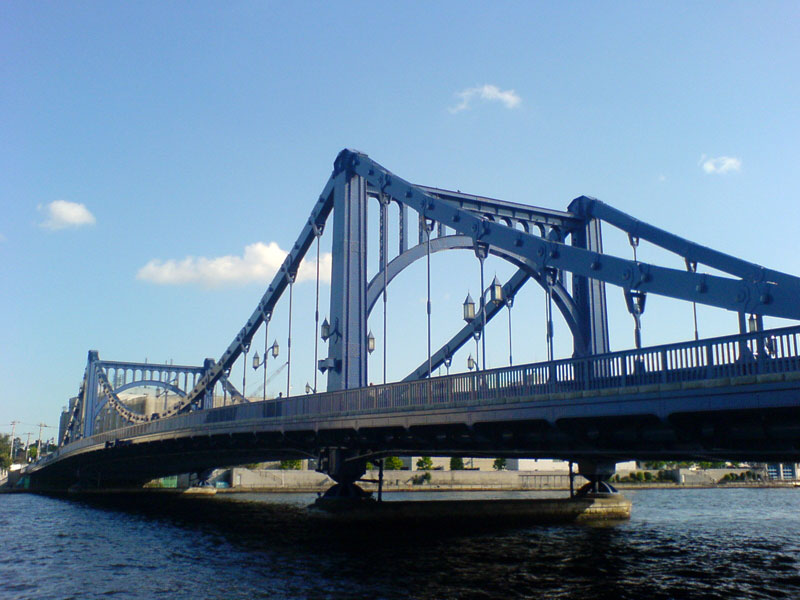
清洲橋（2005年9月）

清洲橋通り（きよすばしどおり）は、東京都台東区と東京都江東区を結ぶ道路の通称である。
正式名称は浜町中の橋交差点から境川交差点までが東京都道474号浜町北砂町線、境川交差点から東砂六丁目交差点までが東京都道・千葉県道10号東京浦安線となる。

## 交差・合流・分岐する主な道路

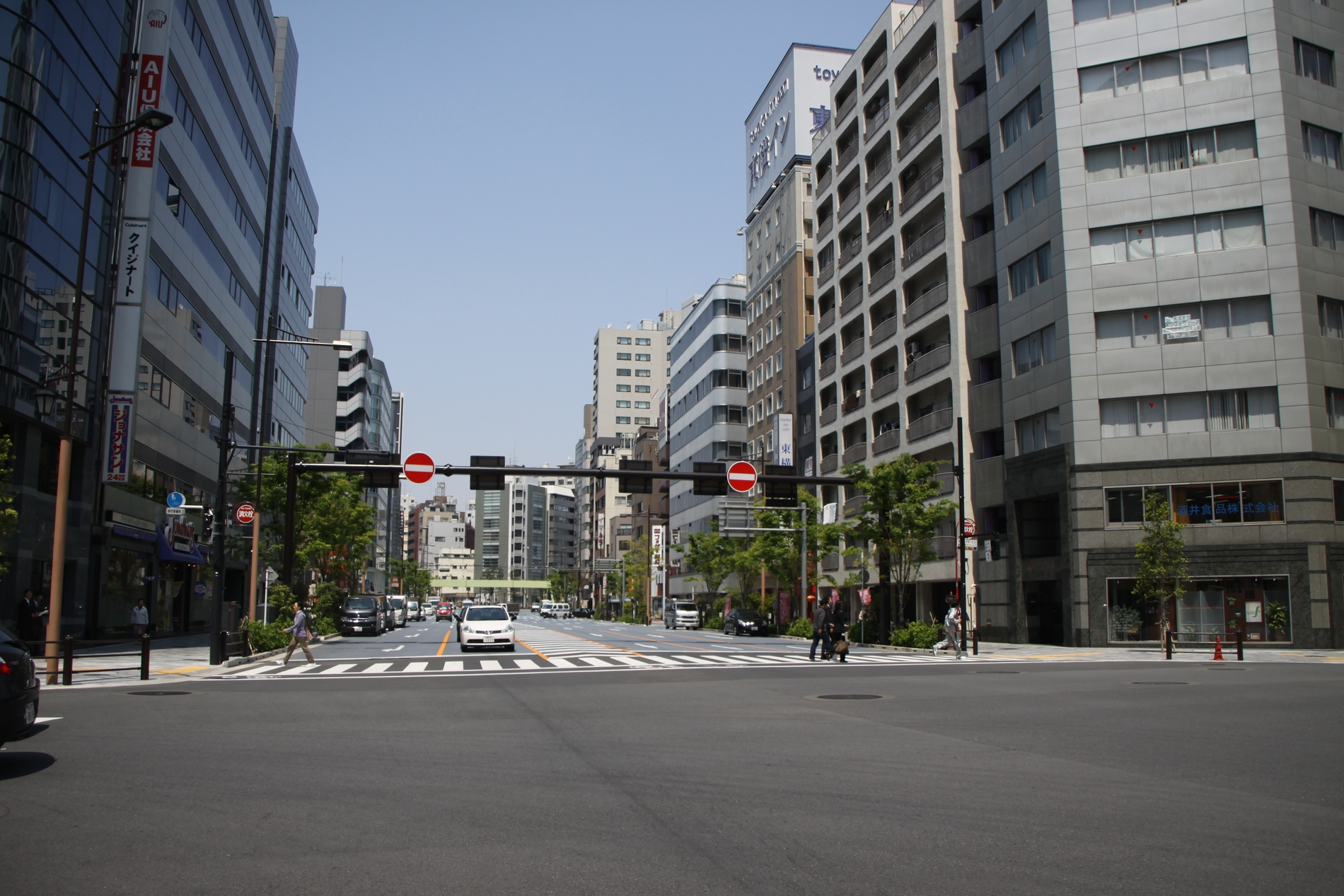
一方通行区間

- 言問通り（東京都道319号環状三号線）- 入谷交差点
- 昭和通り（国道4号）・首都高速1号上野線- 入谷交差点
- 浅草通り（東京都道463号上野月島線）（稲荷町駅）- 稲荷町交差点
- 春日通り（東京都道453号本郷亀戸線）（新御徒町駅）- 元浅草交差点
- 蔵前橋通り（東京都道315号御徒町小岩線）- 鳥越一丁目交差点
- 靖国通り（東京都道302号新宿両国線）- 東神田交差点
- 神田金物通り（分岐）- 東神田一丁目交差点
- 江戸通り（国道6号）（馬喰町駅・馬喰横山駅）- 馬喰町交差点
- 清杉通り（東日本橋駅・馬喰横山駅）- 東日本橋交差点
- 新大橋通り（東京都道・千葉県道50号東京市川線）- 浜町中の橋交差点
- 首都高速6号向島線
- 清澄通り（東京都道463号上野月島線）（清澄白河駅）- 清澄三丁目交差点
- 三ツ目通り（東京都道319号環状三号線）- 白河三丁目交差点
- 四ツ目通り（東京都道465号深川吾嬬町線）- 扇橋二丁目交差点
- 明治通り（東京都道・千葉県道10号東京浦安線（支線）・東京都道306号王子千住夢の島線）- 境川交差点
- 丸八通り（東京都道476号南砂町吾嬬町線）- 亀高橋交差点
- 東京都道477号亀戸葛西橋線 - 東砂六丁目交差点

東神田交差点から浜町中の橋交差点までは、上位から下位への一方通行である。

## 清洲橋通りに接続する主な駅・路線
- 入谷駅（東京メトロ日比谷線）
- 稲荷町駅（東京メトロ銀座線）
- 新御徒町駅（都営大江戸線・首都圏新都市鉄道つくばエクスプレス線）
- 馬喰横山駅（都営地下鉄新宿線）
- 馬喰町駅（JR・総武線快速）
- 東日本橋駅（都営地下鉄浅草線）
- 清澄白河駅（東京メトロ半蔵門線・都営地下鉄大江戸線）

## 主な橋梁・接続する橋梁
- 美倉橋（神田川）
- 清洲橋（隅田川）